# Luidia magellanica
Luidia magellanica (лат.) — вид морских звёзд рода Луидии (Luidia) из отряда паксиллоносных морских звёзд. Встречается в юго-восточной части Тихого океана у побережья Южной Америки.

## Распространение и среда обитания
Luidia magellanica встречается в сублиторальной зоне юго-восточной части Тихого океана, у берегов Перу и Чили. Её типичные места обитания — каменистое дно, покрытое коркой красных водорослей Lithophyllum, или мягкие отложения, состоящие из крупного песка и ракушечника.

## Биология
L. magellanica — крупный и агрессивный хищник, специализирующийся на других иглокожих. В её рацион входят офиуры, такие как Ophiactis, морские ежи, такие как Arbacia nigra, и морские звезды, такие как Patiria. В сублиторальной зоне умеренного климата Чили он питается восемью различными видами иглокожих, а Meyenaster gelatinosus является там доминирующим хищником. Многие морские звезды в этой зоне имеют отсутствующие или регенерирующие лучи, и это, вероятно, является результатом почти смертельной встречи либо с L. magellanica, либо с M. gelatinosus. Оба этих вида также демонстрируют каннибализм. При нападении M. gelatinosus или более крупного представителя своего собственного вида, L. magellanica имеет тенденцию аутотомировать около 4-5 см одной конечности. В исследовании, проведенном у берегов Чили, было обнаружено, что от 50 до 70 % особей L. magellanica имеют регенерирующие лучи.
Другие виды морских звёзд, зарегистрированные в той же зоне в холодных водах Перу, — это Patiria chilensis, Stichaster striatus и Meyenaster gelatinosus. L. magellanica играет важную роль в контроле численности травоядных морских ежей, и такие факторы, как явление Эль-Ниньо, могут влиять на динамику популяции. Если из-за температуры и других факторов численность L. magellanica снижается, выживает больше травоядных, таких как Arbacia nigra, и образуются бесплодные участки. В то же время, когда морских звёзд больше, меньше травоядных наносят меньший ущерб, и водоросли бесконтрольно разрастаются.